# Alex Quinn
Alex Quinn (Truro, 29 de dezembro de 2000) é um piloto britânico. Ele foi campeão da Taça de Melhor Estreante na Eurocopa de Fórmula Renault em 2020.

## Carreira

### Cartismo
Nascido em Truro, Quinn começou sua carreira no kart em 2011. Ele competiu em vários campeonatos, como o Super 1 National Rotax Mini Max Championship e ganhou vários campeonatos nacionais de kart.

### Fórmulas inferiores
Em 2016, Quinn fez sua estreia no automobilismo no Campeonato Britânico de F4, pilotando pela Fortec Motorsport. Ele venceu três corridas e foi coroado como o vencedor da taça de novatos. O piloto britânico continuou a correr no Campeonato Britânico de F4 em 2017, em parceria com Oscar Piastri e Ayrton Simmons na TRS Arden. O piloto terminaria em quarto lugar na classificação, batendo Simmons, mas terminando atrás de Piastri, com o australiano se tornando vice-campeão.
Quinn também fez uma participação única no Campeonato Britânico de Fórmula 3 BRDC no mesmo ano, marcando um pódio em Donington com a Lanan Racing.

### Campeonato GT Britânico
Em 2018 Quinn competiu em seis corridas do Campeonato GT Britânico na classe GT4. Impulsionando para Steller Performance, Quinn não marcou pontos.

### Eurocopa de Fórmula Renault
No início de 2019, Quinn não conseguia encontrar uma vaga em um campeonato. No entanto, a meio da temporada, teve a oportunidade de fazer a sua estreia na Eurocopa de Fórmula Renault pela sua antiga equipe de F4, a Arden Motorsport. Ele dirigiu em três fins de semana, conseguindo pontuar um pódio em Nürburgring e na Catalunha, respectivamente. Quinn terminou em 13º na classificação final.
Em 2020, Quinn substituiu Jackson Walls, que não pôde viajar para a Europa devido às restrições de viagem do COVID-19. Quinn conseguiu a pole position para a primeira corrida da temporada, marcou um total de cinco pódios ao longo da temporada e venceu a segunda corrida em Spa, ajudando-o a ficar em quarto lugar no campeonato de pilotos. Ele também ganhou o título de novato.
 Quinn conseguiu a pole position para a primeira corrida da temporada, marcou um total de cinco pódios ao longo da temporada e venceu a segunda corrida no  Spa, ajudando-o a ficar em quarto lugar no campeonato de pilotos. Ele também ganhou o título de novato.